# Суслово (Торопецкий район)
Суслово — деревня в Торопецком районе Тверской области России. Входит в состав Скворцовского сельского поселения.

## История

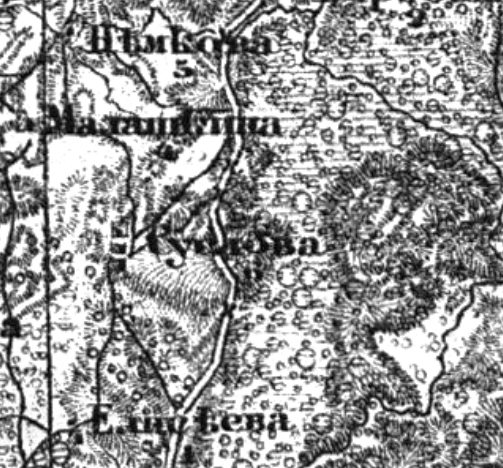
Деревня и окрестности на карте 1861 года

Деревня впервые упоминается под названием Суслова на топографической карте Фёдора Шуберта 1861—1901 годов. Имела 6 дворов.
В списке населённых мест Псковской губернии за 1885 год значится деревня Суслово (№ 13447). Располагалась при ручье Миличище в 31 версте от уездного города. Входила в состав Плотиченской волости Торопецкого уезда. Имела 6 дворов и 55 жителей.
На карте РККА 1923—1941 годов обозначена деревня Суслово. Имела 30 дворов.
До 2005 года деревня входила в состав ныне упразднённого Пятницкого сельского округа. С 2005 года деревня входит в состав Скворцовского сельского поселения.

## География
Деревня расположена на юго-западе Торопецкого района недалеко от границы с Куньинским, расстояние до Торопца составляет 42 километра. В 700 метрах южнее деревни проходит трасса М9 Москва — Рига. Ближайшие населённые пункты — деревни Воробьи и Плотично.

### Климат
Деревня, как и весь район, относится к умеренному поясу северного полушария и находится в области переходного климата от океанического к материковому. Лето с температурным режимом +15…+20 °С (днём +20…+25 °С), зима умеренно-морозная −10…−15 °С; при вторжении арктических воздушных масс до −30…-40 °С.
Среднегодовая скорость ветра 3,5—4,2 метра в секунду.

### Часовой пояс
Деревня Суслово, как и вся Тверская область находится в часовой зоне МСК (московское время). Смещение применяемого времени относительно UTC составляет +3:00.

## Население
| 2010 |
| ---- |
| 6    |

Национальный состав
Согласно результатам переписи 2002 года, в национальной структуре населения русские составляли 92 % от жителей.